# Prixtel
 (juillet 2012).
 (juillet 2020).
Prixtel est un opérateur de téléphonie mobile de type light MVNO basé à Aix-en-Provence. Celui-ci propose des forfaits dits « flexibles », dont le prix peut varier chaque mois en fonction de la consommation réelle de l'abonné. L'utilisateur pouvait choisir d'utiliser le réseau Orange ou SFR jusqu'à fin juin 2021. À la suite du rachat de Prixtel par Altice, l'opérateur utilise exclusivement le réseau SFR,.

## Histoire
En 2004, David Charles crée la société Prixtel .
En 2011, Prixtel lance une box internet ADSL ("Prixtel Box"), disponible à partir de 22,99 € par mois. Les avis des consommateurs sur la société sont contrastés.
En avril 2014, Prixtel rachète la division grand public du MVNO Zéro Forfait.
Le 24 janvier 2018, Prixtel lance un forfait mobile 4G dit "100 % gratuit" sous une nouvelle marque dénommée Blu. Cet abonnement est financé par la publicité, ce qui oblige ainsi les utilisateurs à effectuer des « actions » pour gagner des points (les « éclairs ») afin de pouvoir téléphoner, envoyer des SMS/MMS ou accéder à internet.

## Identité visuelle
En novembre 2016, Prixtel évolue en modifiant son site web ainsi que son logo: sa couleur passe du bleu au rouge corail. En 2021, Prixtel change à nouveau son logo qui devient noir faisant disparaitre le point d'exclamation et ajoutant un point bleu.

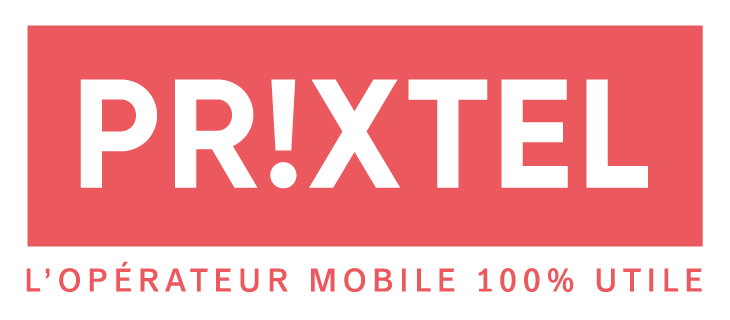
Logo de Prixtel de novembre 2016 à janvier 2021
Logo de Prixtel depuis janvier 2021